# ۳۲۵۱ اراتوستن
سیارک ۳۲۵۱ (به انگلیسی: 3251 Eratosthenes، نامگذاری:6536P-L) سه هزار و دویست و پنجاه و یکمین سیارک کشف شده‌ است که این کشف در ۲۴ سپتامبر سال ۱۹۶۰ میلادی به وقوع پیوست.
هم‌چنین قدر مطلق این سیارک برابر ۱۲٫۹۰ می‌باشد.